# Xanthorhoe reduplicata
Xanthorhoe reduplicata är en fjärilsart som beskrevs av Heinrich. Xanthorhoe reduplicata ingår i släktet Xanthorhoe och familjen mätare. Inga underarter finns listade i Catalogue of Life.